# Olivier Martinez
Olivier Martinez (Paris, 12 de janeiro de 1966) é um ator francês.

## Biografia
Martinez nasceu em Paris, França, numa família trabalhadora. O seu pai era um boxeador espanhol nascido em Marrocos e a sua mãe era uma secretária francesa. Estudou no prestigioso CNSAD e começou a sua carreira como ator na França em 1990, e rapidamente conseguiu alcançar sucesso. Martinez foi criado como católico romano.

## Carreira
Em 1994, Martinez ganhou um César como "Ator Revelação" pela sua atuação no filme de 1993, Un, deux, trois, soleil. O primeiro trabalho que chamou a atenção da mídia nos Estados Unidos foi em Unfaithful, dirigido por Adrian Lyne, que interpreta o amante da personagem de Diane Lane. Desde então apareceu em uma adaptação televisiva de The Roman Spring of Mrs. Stone, em 2003, S.W.A.T., em 2003 e Taking Lives, em 2004. Também atuou como Gabriel na adaptação para o cinema de 2007 de Blood and Chocolate, um livro popular, além de ter participado do famoso seriado estadunidense, Revenge, com o papel de Pascal.

## Vida pessoal
Martinez viveu com a sua co-estrela em Le Hussard sur le Toit, Juliette Binoche, durante três anos, e o relacionamento foi amplamente coberto pela imprensa francesa. Ele também manteve um relacionamento com a atriz Mira Sorvino. Em 2007, terminou um relacionamento de três anos com a cantora australiana Kylie Minogue.Manteve um relacionamento com a atriz espanhola Elsa Pataky, que por sua vez, foi precedido na vida do francês pela atriz, também espanhola, Goya Toledo.
Foi casado com a atriz americana Halle Berry com quem  tem um filho. Em 2015, Olivier Martinez e Halle Berry se divorciam. Segundo fontes, os horários de trabalho dos atores se tornaram incompatíveis, fragilizando a relação.

## Filmografia
| Filmes | Filmes                         | Filmes                | Filmes                                                  | Filmes |
| Ano    | Filme                          | Papel                 | Notas                                                   |        |
| ------ | ------------------------------ | --------------------- | ------------------------------------------------------- | ------ |
| 1990   | Navarro                        | Rollo                 | Programa de TV. Episódio: "Barbès de l'aube à l'aurore" |        |
| 1990   | Plein Fer                      | Pascal                |                                                         |        |
| 1992   | Odyssée Bidon                  | Phil                  |                                                         |        |
| 1992   | IP5: L'île aux Pachydermes     | Tony                  |                                                         |        |
| 1992   | Les Paroles invisibles         |                       |                                                         |        |
| 1993   | Un, deux, trois, soleil        | Petit Paul            |                                                         |        |
| 1995   | Le Hussard sur le toit         | Angelo Pardi          |                                                         |        |
| 1996   | Mon Homme                      | Jean-François         |                                                         |        |
| 1997   | La Femme de chambre du Titanic | Horty                 |                                                         |        |
| 1999   | La Ciudad de los prodigios     | Onofre Bouvila        |                                                         |        |
| 2000   | Nosotras                       | David                 |                                                         |        |
| 2000   | La Taule                       | Le Muet               |                                                         |        |
| 2000   | Toreros                        | Manuel                |                                                         |        |
| 2000   | Before Night Falls             | Lázaro Gómez Carriles |                                                         |        |
| 2000   | Bullfighter                    | Jack                  |                                                         |        |
| 2002   | Semana Santa                   | Quemanda              |                                                         |        |
| 2002   | Unfaithful                     | Paul Martel           |                                                         |        |
| 2003   | The Roman Spring of Mrs. Stone | Paolo di Lio          | Feito para televisão                                    |        |
| 2003   | S.W.A.T.                       | Alex Montel           |                                                         |        |
| 2004   | Taking Lives                   | Paquette              |                                                         |        |
| 2007   | Blood and Chocolate            | Gabriel               |                                                         |        |
| 2010   | Knight & Day                   |                       |                                                         |        |
| 2012   | Dark Tide                      |                       |                                                         |        |
| 2016   | Marte                          | Ed Grann              | Temporada 1                                             |        |
| 2018   | Paul, Apostle of Christ        | Mauritius             |                                                         |        |
| 2020   | Mosquito State                 | Edwar Werner          |                                                         |        |
| 2022   | Loot                           | Jean-Pierre           | Série de TV, papel recorrente                           |        |